# Jiménez megye
Jiménez egy megye Argentína északi részén, Santiago del Estero tartományban. Székhelye Pozo Hondo.

## Népesség
A megye népessége a közelmúltban a következőképpen változott:
| Év   | Lakosság |
| ---- | -------- |
| 2001 | 13 163   |
| 2010 | 14 352   |